# Saotis compressiventris
Saotis compressiventris är en stekelart som först beskrevs av Gabriel Strobl 1902.  Saotis compressiventris ingår i släktet Saotis och familjen brokparasitsteklar. Arten är reproducerande i Sverige. Inga underarter finns listade i Catalogue of Life.